# Randall Munroe
Randall Patrick Munroe (Easton, 17 de outubro de 1984) é um cartunista norte-americano, autor, engenheiro, teórico científico, e o criador da webcomic xkcd. Randall e sua webcomic reuniram uma grande fanbase, e pouco tempo após se formar na faculdade ele se tornou um cartunista profissional.

## Início de vida
Munroe nasceu em Easton, Pensilvânia, filho de um engenheiro. Ele possui dois irmãos mais novos. Ele chegou a ser fã das tiras de quadrinhos de jornais ainda novo, começando com Calvin and Hobbes. Após se formar no Mathematics and Science High School at Clover Hill, localizado em Midlothian (Virgínia), ele formou-se na Universidade Christopher Newport em 2006, com uma graduação em física.

## Carreira

### NASA
Munroe trabalhou como um programador de contrato e roboticista para a NASA no Langley Research Center antes e depois de concluir sua graduação. Em outubro de 2006 a NASA não renovou o seu contrato, e ele se mudou para Boston para começar a produzir a xkcd em tempo integral.

### Webcomic

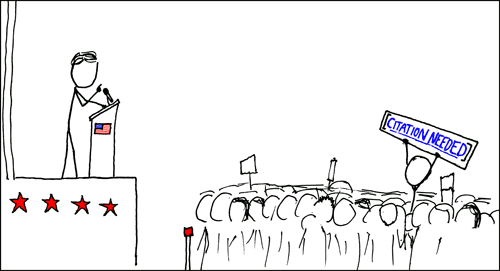
"Manifestante da Wikipédia", publicada em xkcd.com com otooltip: "SEMIPROTEJA A CONSTITUIÇÃO". Na Wikipédia, algumas páginas semiprotegidas não podem ser editadas por usuários novos ou não-registrados.

A xkcd é essencialmente uma coleção de histórias em quadrinhos de bonecos palitos retratando temas de ciência da computação, tecnologia, matemática, ciência, filosofia, linguagem, cultura pop, romance e física.
Munroe originalmente utilizou a palavra xkcd como um apelido em aplicativos de mensagens, já que ele buscava um nome que não fizesse sentido para que não se cansasse do mesmo. Ele havia registrado o domínio do website, mas o deixou inativo até setembro de 2005, quando começou a postar seus desenhos. A webcomic rapidamente se tornou muito popular, reunindo cerca de 70 milhões de visualizações em outubro de 2007. Munroe já chegou a afirmar, "Eu acho que a tirinha que me deu o maior feedback foi aquela sobre semáforos."
Munroe atualmente se sustenta da venda de mercadorias relacionadas à xkcd, principalmente das milhares de camisetas vendidas todo mês. Ele licencia seus quadrinhos sob a Atribuição-NãoComercial 2.5 da Creative Commons, e afirma que não só faz isso por causa do movimento pela cultura livre, mas também porque faz sentido negocialmente.
Em 2010, Randall publicou uma coleção de seus quadrinhos. Ele também realizou um circuito de palestras, visitando lugares como o Googleplex em Mountain View (Califórnia).
A popularidade das tirinhas entre fãs de ficção científica fez com que Munroe fosse nomeado para o Prêmio Hugo de Melhor Fã Artista em 2011, e novamente em 2012. Em 2014, ele ganhou o Prêmio Hugo de Melhor História em Quadrinhos pela tirinha "Time" da xkcd.

### Outros projetos

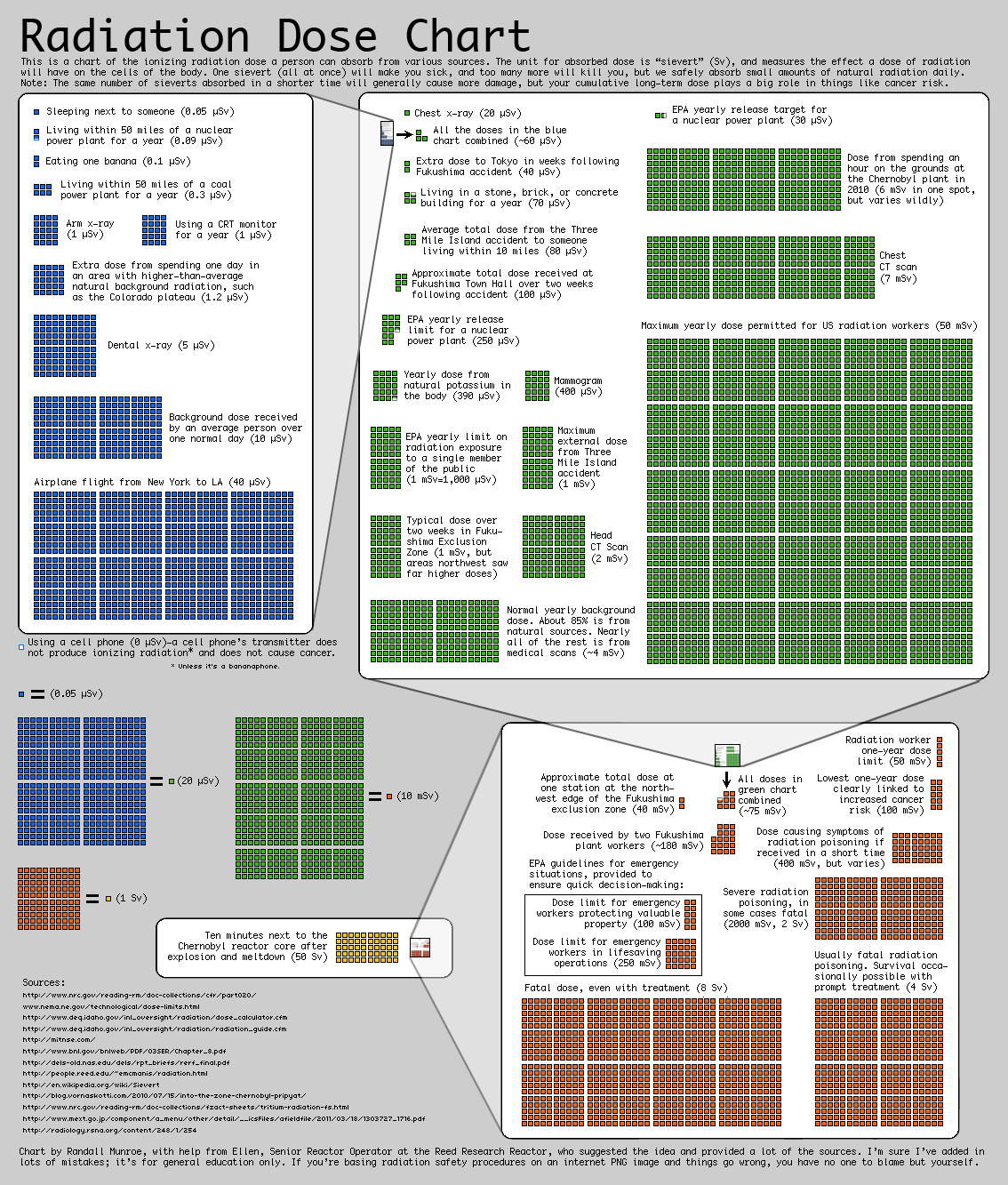
Várias doses de radioatividade em sieverts, desde as insignificantes às mais letais.

Munroe é o criador dos sites (atualmente extintos) "The Funniest", "The Cutest", e "The Fairest", cada um oferece aos usuários duas opções e então os pede que escolham uma delas.
Em janeiro de 2008, Munroe desenvolveu um script open-source chamado "Robot9000" para a moderação de chats. Originalmente criado para moderar um de seus canais IRC relacionados à xkcd, o algoritmo do software tem como objetivo prevenir a repetição de mensagens nesses canais ao silenciar usuários que enviem mensagens idênticas entre curto períodos de tempo. Se os usuários continuam a enviar as mesmas mensagens, o Robot9000 os silencia por um maior período de tempo, quadruplicando-o para cada mensagem não original que é enviada ao canal. Pouco depois da postagem de Munroe aparecer em seu blog, o administrador moot do 4chan adaptou o script para moderar a board experimental /r9k/. O Twitch.tv oferece o Robot9000 ("modo r9k") como uma das funções opcionais para streamers e moderadores utilizarem nas janelas de conversa dos seus canais.
Em outubro de 2008, a revista online The New Yorker publicou uma entrevista e um "Cartoon-Off" entre Munroe  e Farley Katz, onde cada cartunista desenhou uma série de quatro tirinhas humorosas.
Munroe possui um blog chamado What If?, onde ele responde a perguntas enviadas por fãs de seus quadrinhos. As perguntas costumam ser de natureza absurda e relacionadas à matemática ou física, e ele as responde utilizando tanto o seu próprio conhecimento quanto várias fontes acadêmicas. Em 2014, Munroe publicou uma coleção de suas respostas existentes junto de algumas novas, além de certas perguntas que foram rejeitadas, em um livro intitulado What If?: Serious Scientific Answers to Absurd Hypothetical Questions.
Respondendo às preocupações quanto à radioatividade liberada pelo acidente nuclear de Fukushima em 2011, e para remediar o que ele se referiu como um relatório "confuso" dos níveis de radiação feito pela mídia, Munroe criou uma tabela comparando diferentes níveis de exposição à radiação. A tabela foi rapidamente adotada por jornalistas de diversos países, chegando a ser mencionada por escritores do The Guardian e The New York Times. Como resultado dos pedidos de permissão para que pudessem reimprimir e traduzir a tabela para japonês, Munroe a inseriu no domínio público, porém pediu que seu status como alguém que não é especialista fosse declarado com clareza em qualquer reimpressão.
Munroe publicou um quadrinho no estilo da xkcd sobre publicações científicas e acesso aberto na Science em outubro de 2013.
O livro Thing Explainer do Munroe, anunciado em maio de 2015 e publicado no final do mesmo ano, explica conceitos utilizando apenas as 1 000 palavras mais comuns da língua inglesa. A editora do livro Houghton Mifflin Harcourt, considerou as ilustrações do mesmo úteis para livros didáticos, e anunciou em março de 2016 que as próximas edições de seus livros de física, biologia e química para o Ensino Médio incluiríam desenhos e textos selecionados do Thing Explainer.
Em fevereiro de 2019, Munroe anunciou seu próximo livro how to, lançado em setembro do mesmo ano.

## Influência
Em setembro de 2013, Munroe anunciou que um grupo de leitores da xkcd submeteram seu nome como um dos candidatos para a renomeação do asteróide (4942) 1987 DU6 para 4942 Munroe. O nome foi aceito pela União Astronômica Internacional.

## Vida pessoal
Desde maio de 2008, Munroe vive em Somerville (Massachusetts).
Em outubro de 2010, a sua noiva foi diagnosticada com câncer de mama. O efeito emocional da enfermidade dela foi referenciado na tira "Emotion", publicada 18 meses mais tarde em abril de 2012. Em setembro de 2011, ele anunciou que eles casaram-se. Em dezembro de 2017, Munroe resumiu o tempo desde o diagnóstico de sua mulher na tira intitulada "Seven Years".
Seus hobbies e interesses incluem kite photography, onde câmeras são anexadas à pipas, e fotografias do chão ou edifícios são tiradas.

## Publicações

### Publicações do Munroe
- xkcd: volume 0. [S.l.: s.n.] 2009. ISBN 978-0-61531446-4
- What If?: Serious Scientific Answers to Absurd Hypothetical Questions. [S.l.: s.n.] 2014. ISBN 978-1-84854957-9
- Thing Explainer. [S.l.: s.n.] 2015. ISBN 978-0-54466825-6
- How To: Absurd Scientific Advice for Common Real-World Problems. [S.l.: s.n.] 2019. ISBN 978-0525537090